# Bulabog-Putian-Nationalpark

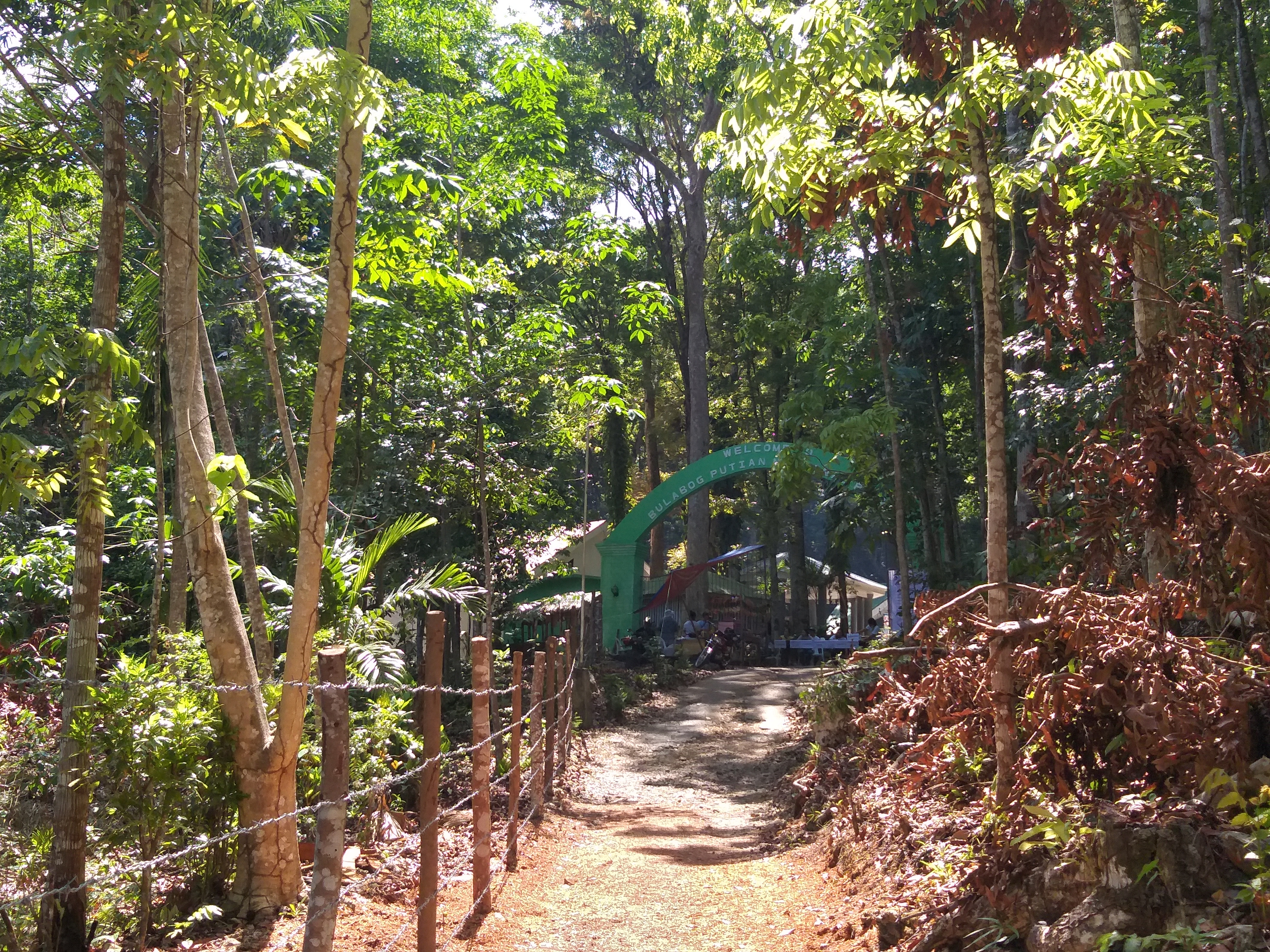
Eingang des Bulabog-Putian-Nationalparks

Der Bulabog-Putian-Nationalpark liegt auf der Insel Panay auf den Philippinen. Er wurde am 14. Juni 1961 mit Inkrafttreten des Erlasses 760 auf einer Fläche von 8,54 km² in der Provinz Iloilo eingerichtet. 
Der Nationalpark liegt ca. 40 km nördlich von Iloilo City auf dem Gebiet der Gemeinden Dingle und San Enrique in einem hügeligen Gelände. Die Vegetation wird durch einen immergrünen Regenwald bestimmt, wie er heute in den Flachlandgebieten auf der Insel Panay selten geworden ist. 
In dem Nationalpark liegen 37 Höhlen, die in der spanischen Kolonialära den philippinischen Widerstandskämpfern als Zufluchtsort dienten. In einer Höhle wurden Gravuren und ein schriftliches Dokument gefunden, das heute noch besichtigt werden kann.